# Ahornspitze
De Ahornspitze is een 2973m hoge berg in de Zillertaler Alpen in Oostenrijk, ten zuidoosten van Mayrhofen in het Zillertal. De Ahornspitze heeft twee toppen: de noordtop met een hoogte van 2960m en de zuidtop met een hoogte van 2973m.